# Pagrus major
Pagrus major е вид бодлоперка от семейство Sparidae. Видът не е застрашен от изчезване.

## Разпространение
Разпространен е в Индонезия, Китай, Макао, Провинции в КНР, Тайван, Филипини, Хонконг, Южна Корея и Япония.